# Quirinalis
A Quirinalis (olaszul: Quirinale) Róma hét dombjának egyike, a történelmi belváros része, a főváros mai középpontjától északkeletre. Ma leginkább az ott elhelyezkedő Quirinale-palotáról, Olaszország köztársasági elnökének székhelyéről ismert, ennyiben az olasz állam egyik fontos jelképe.

## Története

A Quirinalis és a hat másik domb elhelyezkedése

Eredetileg három kiemelkedésből állt, nevük Collis Latiaris, Mucialis (vagy Sanqualis) és Salutaris volt. A különösen a 16. századtól kezdődő nagyobb városi építkezések, az ezekhez kapcsolódó feltöltések, tereprendezések miatt ezek ma már nem különböztethetők meg. A Róma alapításáról szóló legendák szerint a Quirinalison volt a szabinok faluja, majd a rómaiak (latinok) és szabinok közötti béke megteremtése után itt élt Titus Tatius szabin király. Ásatások is valószínűsítették, hogy az i. e. 8. és 7. században szabin település volt a dombon. Titus Livius szerint a domb a szomszédos Viminalis dombbal együtt Servius Tullius, Róma hatodik királya idején vált a Város részévé az i. e. 6. században.
Az ókori Rómában szívesen költöztek a tehetősebb polgárok a Quirinalisra, a város egyik magaslati részére, ahol jobb volt a levegő, mint a mélyebben fekvő utcákban. Számos neves ember is lakott itt, mint Titus Pomponius Atticus, sőt Vespasianus római császár is itt építtetett házat magának még hatalomra kerülése előtt. Marcus Valerius Martialis római költő is itt lakott egy bérházban, a Körtefa utcában.
A rómaiak később, különösen a császárkorban, templomokat és fürdőket is építettek a dombon, azonban ezek maradványai a reneszánsz idején a nagy római építkezések áldozatául estek, csak néhány rajz maradt meg akkori romjaikról. A középkorban e dombon épült a Torre delle Milizie lakótorony. A 19. század végi nagy építkezések idején, amikor Róma az egyesült Olasz Királyság fővárosa lett, az egész dombot elfedte a korszerű urbanizáció. 
Közigazgatásilag a terület Róma II., Trevi kerületéhez (rione) tartozik.